# Museu da RAAF
O Museu da RAAF é o museu oficial da Real Força Aérea Australiana, o segundo mais antigo do tipo em todo o mundo, localizado no Complexo Williams, da RAAF. O museu tem em exposição aeronaves de importância histórica desde a criação do Australian Flying Corps até à actualidade. Em grande parte graças ao esforço do Marechal do Ar Sir George Jones, o museu da RAAF foi criado em 1952 e caiu sobre a administração do Quartel-general Point Cook até 1988, quando se tornou numa unidade separada da própria RAAF.